# Associação Suíça de Futebol
A Associação Suíça de Futebol (em alemão: Schweizerischer Fußballverband, SFV; em francês: Association Suisse de Football, ASF; em italiano: Associazione Svizzera di Football, ASF; em romanche: Associaziun Svizra da Ballape, ASB) é o órgão que dirige e controla o futebol da Suíça, comandando a Schweizer Cup, o Campeonato Suíço de Futebol e a Seleção Suíça de Futebol. A sede deste órgão está localizada em Berna.
Foi formada em 1895 como uma associação de futebol, a primeira a ser fundada fora do Reino Unido. Tornou-se um membro fundador da FIFA em 1904.